# ネズミイルカ科
ネズミイルカ科（鼠海豚科、Phocoenidae）は、クジラ下目に属する科の一つ。外見はマイルカ科に似ているが、分類学上ではマイルカ科よりもイッカク科に近縁である。現生種は8種で、全ての種がハクジラ亜目の中でも最小級である。歯が平らでスペード型であること（マイルカ科では歯が円錐状）、口吻が目立たないことでマイルカ科と区別されるが、マイルカ科にもセッパリイルカなど口吻が目立たない種が知られる。本科の属するクジラ下目は、偶蹄類とともに鯨偶蹄目を構成している。
体長1.4メートル、体重54キログラムのコガシラネズミイルカから、体長2.3メートル、体重220キログラムのイシイルカまで、大きさは様々である。いくつかの種は性的二形を示し、雌の方が大型である。流線型の体と、腕が進化した胸びれを持つ。反響定位を使用し、情報を感覚器官で受け取っている。一部の種は深海へ潜ることに適応している。冷たい水の中で体を温めるため、皮膚の下には脂肪の層がある。
幅広い生息地に適応し、広く分布している。例えば河川にはスナメリが、沿岸および大陸棚にはネズミイルカとコガシラネズミイルカが、外洋にはイシイルカとメガネイルカが生息している。熱帯のコルテス海にはコガシラネズミイルカが、極地のグリーンランドにはネズミイルカが分布している。他のハクジラ類と同様に、主に魚やイカを捕食する。生殖行動については不明な点が多いが、雌は条件が整えば毎年1頭の子を産む。仔は春から夏にかけて生まれ、翌春まで母親と過ごす。超音波はエコーロケーションとコミュニケーションの両方に使用される。多くの他のイルカとは対照的に、大きな群れを形成しない。
追い込み漁によって一部の国で漁獲されており、現在も漁業が行われている。刺し網による大規模な混獲、漁業との食料をめぐる競争、重金属や有機塩素化合物による海洋汚染などが脅威となっている。コガシラネズミイルカは刺し網による混獲が原因で絶滅寸前となっており、生息数は12頭未満と予測されている。コガシラネズミイルカは鯨類の中で最も絶滅の危機に瀕していると考えられている。いくつかの種は研究、教育、展示のために飼育され、訓練されてきた。

## 進化と分類
他の鯨類と同様に、約5000万年前に初めて海に進出した、陸上の有蹄類の子孫である。2300万年前から500万年前の中新世には、哺乳類はかなり現代的となり、その時代から生理学的に変化することはほとんどなかった。鯨類は多様化し、ネズミイルカ科とマイルカ科は約1500万年前に共通祖先から分岐したと考えられている。最も古い化石は北太平洋周辺の浅海の層から知られており、ヨーロッパの海岸や南半球に広がったのはかなり後の鮮新世になってからである。
化石は特に中新世末 - 鮮新世前期の地層から多数発見されている。分子研究によれば約1,600万 - 1,300万年前にマイルカ科から分岐したとされるが、この時期は化石記録とも一致している。現生群はハクジラ類の中でも比較的小柄であるが、鮮新世前期までの化石は2メートルを超すものが大半であり、吻や胸びれも長いものが普通であったようである。現生群の丸みを帯び、相対的に吻が短く脳函が大きい、また小柄であるなどの特徴は幼形成熟によるものとの説もある。こうした形態を持つ現生群の分化は、分子研究からは約300万年前に起きたと推定されている。化石記録の上からも、600万年を超えるものではないとされる。この時期は鮮新世後期の氷期 - 間氷期サイクルの始まりと一致する。おそらくこうした環境の変化が生殖サイクルを早めて個体群を維持する進化を促したと推測される。

### 下位分類
雄のネズミイルカと雌のイシイルカの雑種が知られており、ネズミイルカ属がイシイルカ属を内包するという見解もある。
- ネズミイルカ科 Phocoenidae
  - スナメリ属 Neophocaena
    - ニシスナメリ Indo-Pacific finless porpoise Neophocaena phocaenoides
    - スナメリ East Asian finless porpoise Neophocaena sunameri
    - ヨウスコウスナメリ Yangtze finless porpoise Neophocaena asiaeorientalis

  - ネズミイルカ属 Phocoena
    - ネズミイルカ Harbour Porpoise Phocoena phocoena
    - コガシラネズミイルカ Vaquita Phocoena sinus
    - メガネイルカ Spectacled Porpoise Phocoena dioptrica
    - コハリイルカ Burmeister's Porpoise Phocoena spinipinnis

  - イシイルカ属 Phocoenoides
    - イシイルカ Dall's Porpoise Phocoenoides dalli

#### 絶滅分類群
- †Archaeophocaena Murakami, Shimada, Hikida & Hirano, 2012
- †Australithax de Muizon, 1988
- †Haborophocoena Ichishima & Kimura, 2005
- †Lomacetus de Muizon, 1986
- †Loxolithax Kellogg, 1931
- †Miophocaena Murakami, Shimada, Hikida & Hirano, 2012
- †Numataphocoena Ichishima & Kimura, 2000
- †Piscolithax de Muizon, 1983
- †Pterophocaena Murakami, Shimada, Hikida & Hirano, 2012
- †Salumiphocaena Barnes, 1985
- †Semirostrum Racicot, Deméré, Beatty & Boessenecker, 2014
- †Septemtriocetus Lambert, 2008

## 解剖学

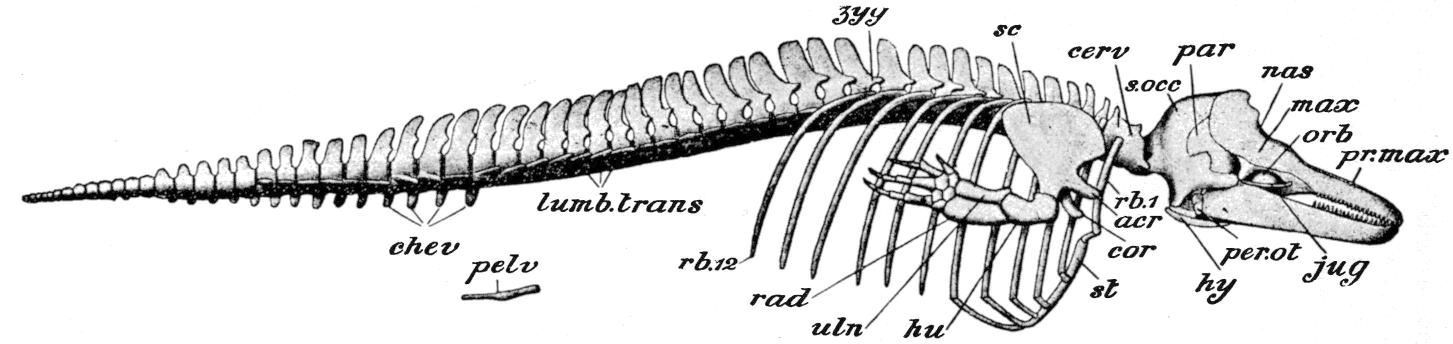
ネズミイルカの骨格

丸い頭部、耳介の無い耳、柔軟性の無い首、小柄で丸みを帯びた体、短い胸びれ、尾びれを持つ。背びれは他の多くのイルカが湾曲しているのに対し、ほぼ三角形に近く、比較的大きい。ただし、スナメリは背びれを失っている。ネズミイルカとコハリイルカは背びれ、胸びれの前縁に、スナメリは背面に小突起を多数持つ。小さな眼窩、脳函に対して小さく鈍い口吻を持ち、眼は頭の側面にある。ネズミイルカ科の大きさは、体長1.4メートル、体重54キログラムのコガシラネズミイルカから、体長2.3メートル、体重220キログラムのイシイルカまで様々である。全体的に鯨類の中でも小型で、コガシラネズミイルカは鯨類の中でも最小である。ほとんどの種で雌は雄よりも大きいが、こうした身体的な性的二形は一般に小さい。例外としてイシイルカは雄の方が大型である。
ハクジラ類の歯では、セメント質が象牙質を覆っている。歯肉の外側の大部分がエナメル質で構成されている人間の歯とは異なり、クジラの歯は歯肉の外側にセメント質がある。胃は前胃、主胃、幽門胃という3つから構成される。他のハクジラ類と同様に、噴気孔は単一である。呼吸においては、噴気孔から古い空気を排出して上向きの蒸気を生み出し、続いて新鮮な空気を肺に吸い込む。厚い脂肪の層を持ち、厳しい水中の気候からの断熱、ある程度の防御、痩せたときのエネルギー源として役立つ。産まれたばかりの仔は脂肪の層が薄いが、脂肪含有量が非常に高い母乳によって、急速に厚い脂肪層を形成する。

## 行動

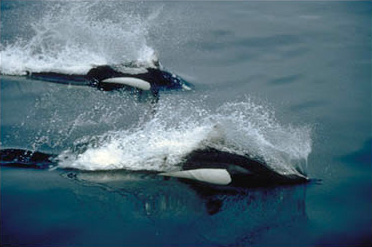
泳ぐイシイルカ

### 移動
多くの場合、10頭程度以下の小さな群を成して行動するが、数百頭もの巨大な群を成す種類もいる。一対の胸びれと、尾びれを持つ。胸びれには4本の指がある。後肢は持たないが、原始的な骨格が痕跡器官として残っている。時速9-28kmで泳ぐアザラシよりも泳ぎが速い。頸椎が癒合しており、高速で泳ぐ際の安定性は増しているが、柔軟性が低下しており、頭を回すことができない。泳ぐ際は尾びれと下半身を上下に動かして垂直方向に進み、ひれは主に方向転換に使われる。ひれの動きは連続的である。一部の種は水から出てより速く移動したり、海面を飛び跳ねるように泳ぐ「ポーポイジング」を行う。骨格構造により素早い泳ぎが可能となっており、三角形の背びれを水中でうまく操縦する。マイルカ科とは異なり、海岸、湾、河口に適応している。ネズミイルカ科のイルカは泳ぐ速度が速い事で知られるが、特にイシイルカ (Phocoenoides dalli) は55km/h程であり、クジラ目の中でも最速の部類に入る。
他のイルカと比べると曲芸的な動きは少なく、より慎重に行動する傾向がある。腹部を上にして仰向けで泳ぐことがあるが、これは配偶者を探すための動作であることが多い。

### 感覚

反響定位の模式図

「カチカチ」というクリック音や口笛のような音を用いて、コミュニケーションを行う。他の多くのハクジラ亜目の種と同様に反響定位（エコーロケーション）を行うことができる。耳は海洋環境に適応した特別な構造をしている。ヒトの中耳は、音響インピーダンスの低い外気と、音響インピーダンスの高い蝸牛の間で、この違いを緩衝する役割がある。クジラを含む海洋哺乳類では、外部環境と内部環境に大きな違いはない。ネズミイルカ科では、音が外耳から中耳に伝わるのではなく、喉で音を受け取り、そこから音響インピーダンスの低い脂肪で満たされた空洞を通って内耳に伝わる。耳は空気で満たされた副鼻腔によって頭蓋骨から隔離されており、水中でより広い方向の音を感知することが可能となる。メロンという頭部の器官から高周波のクリック音を発する。このメロンは脂肪でできており、メロンがある為に頭蓋骨は大きく窪んでいる。頭頂部の大きな膨らみがメロンである。
目は体の大きさの割に小さいが、視力は良好である。目は頭の側面にあるため、人間のような両眼視ではなく、視野は2つに分かれている。水面に浮上すると、水晶体と角膜が光の屈折によって生じる近視を矯正する。目には桿体細胞と錐体細胞の両方が含まれており、薄暗い場所でも明るい場所でも十分に機能する。ただし錐体細胞には短い波長に敏感な色素がないため、ほとんどの哺乳類よりも色覚能力が限られている。眼球はわずかに平たく、瞳孔が拡大しており、水面に浮上すると損傷を防ぐために縮む。角膜はわずかに平たく、タペタムを持つ。これらの適応により、大量の光が目を通過するため、周囲を非常に鮮明に認識することができる。
嗅球を持たない為、嗅覚は無いと考えられている。味蕾が退化または完全に欠損しているため、味覚はあまりないと考えられている。ただし一部の種では特定の種類の魚を好むため、何らかの味覚があることが示唆されている。

### 睡眠
ほとんどの動物と異なり、呼吸は意識的である。溺れる恐れがあるため、長時間完全に意識を失うことはできない。野生個体の睡眠に関する知識は限られているが、飼育下では休息中に泳ぎ、意識的に呼吸し、一度に脳の片側だけで眠る半球睡眠を行うことが記録されている。

### 繁殖と成長
完全に水中で生活する。雌は約1年の妊娠期間を経て、1頭の子を出産する。出産は完全に水中で行われ、子は溺れないように尾びれから産まれる。雌には乳腺があるが、生まれたばかりの子の口の形状上、乳首を密着させることができない。子が乳を吸う代わりに、母親が子の口に乳を噴出する。この乳には脂肪が多く含まれており、脂肪層の発達を助ける。乳には歯磨き粉のような粘度がある。子は生後約11か月で乳離れする。雄は子育てには関与しない。子は1～2年間親に依存し、7-10年で性成熟するが、この期間は種によって異なる。子孫は少ないものの、生き残る確率は高くなる戦略をとっている。

### 食性
多種多様な生物を捕食し、胃の内容物から、主に底生魚、時には遠海魚を食べていることが判明した。底生の無脊椎動物や、稀にアオサなどの藻類を食べることもある。大西洋のネズミイルカはニシンなど餌となる魚の季節的な回遊を追いかけると考えられており、季節によって食性は変化する。イシイルカの胃の内容物から、主に頭足類と、カラフトシシャモやサーディンなどの小魚を食べていることがわかった。胃の中からは深海の底生生物も見つかった。
スナメリも季節的な回遊をすることが知られている。インダス川河口の個体群は、毎年産卵するエビを食べるために4月から10月にかけて海へ回遊する。日本では、スナメリの小さな群れがイカナゴを岸に追い込む姿が一年中よく見られる。
他の種の食性については不明な点が多い。3頭のイシイルカを解剖したところ、エビやオキアミを食べていることが判明した。浜に打ち上げられたコガシラネズミイルカを解剖したところ、イカやイサキ科の残骸が見つかった。メガネイルカの食性については不明。

## 人との関わり
英語ではporpoiseと呼ばれ、その他のイルカを指すdolphinとは区別されている。ただし、日常レベルの英語では小型のイルカを差してporpoiseと呼び、逆にネズミイルカ類をdolphinと呼ぶこともある。

### 研究の歴史
紀元前4世紀には、表面的な類似性から魚類とみなされていた。しかしアリストテレスは、血液循環、肺、子宮、ひれの構造など、陸上の脊椎動物との間に多くの生理学的、解剖学的類似点をすでに見出していた。彼の詳細な記述はローマ人に吸収され、大プリニウスが『博物誌』で述べているように、マイルカ科に関するより正確な知識と混ざり合った。この時代以降の芸術では、ネズミイルカ科はマイルカ科のように長い口吻と高く弓なりになった頭で描かれている。ネズミイルカはヨーロッパの浅い沿岸地域に生息し、陸地のすぐ近くで観察ができたため、初期の鯨類学者にとって最も入手しやすい種の一つであった。すべての鯨類に当てはまる発見の多くは、最初にネズミイルカで発見された。1671年にはジョン・レイによって、ネズミイルカを基にした鯨類の気道に関する最初の解剖学的記述が行われた。この記述ではネズミイルカを魚類と表現しているが、これはおそらく現代とは意味が異なり、単に海の生き物を指す古い表現であると思われる。

### 飼育

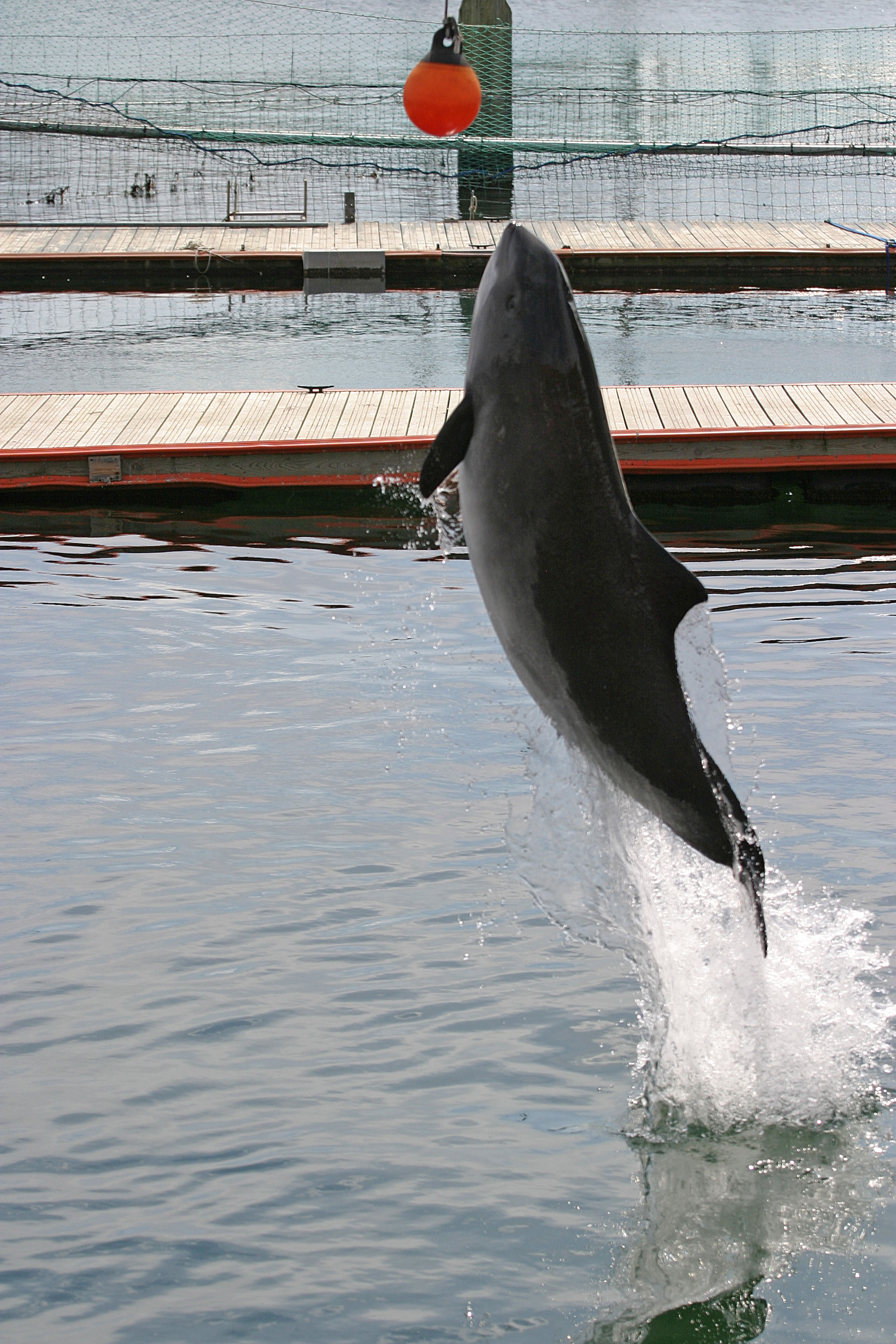
飼育下のネズミイルカ

ネズミイルカ科が水族館で飼育されることは稀である。ネズミイルカは体も小さく浅い水域に生息するため、他のイルカよりも長生きするだろうという想定のもとに飼育されてきた。1980年代まで、ネズミイルカは一貫して飼育下で短命であった。飼育の歴史は非常に長く、記録がほとんど残っていないものの、15世紀にはその試みがあった。正確な記録としては、1860年代と1870年代にロンドン動物園、現在は存在しないブライトンの水族館、ドイツの動物園で飼育が始まっている。世界中で少なくとも150頭が飼育されてきたが、積極的な捕獲によって得られた個体はわずか20頭ほどである。飼育の歴史はデンマークで最もよく記録されており、これまでに約100頭のネズミイルカが飼育されてきたが、そのほとんどは1960年代と1970年代に飼育されていた。2頭を除いてすべて漁網または座礁による偶発的な捕獲であった。これらのうち約半数が、捕獲前に罹患した病気や捕獲中に受けた損傷により、1か月以内に死亡した。1984年まで、14か月以上生きた個体はいなかった。1986年には救助された7頭の個体にリハビリが試みられたが、6か月後に放たれたのは3頭だけであった。その後も飼育された個体はごくわずかだが、それらの個体はかなり長生きしている。デンマークではここ数十年間、Fjord&Bæltという研究施設にてネズミイルカが飼育されており、救助された3頭とその子孫が飼育されている。救助された3頭のうち、1頭は世界初の飼育下繁殖で父親となり、飼育下で20年間生き、もう1頭は15年間生きた。3頭目は世界初の飼育下繁殖で母親となり、2023年には28歳となった世界最高齢のネズミイルカである。野生での平均年齢は14歳以下である。飼育下で生まれたネズミイルカは非常に少ない。歴史的にネズミイルカは単独で飼育されることが多く、複数飼育の場合でも同居個体が成熟していなかったり、性別が同性であったりすることが多かった。100年以上前に元々妊娠していた雌が飼育下で出産した1頭を除けば、世界初の完全な飼育下繁殖は2007年にFjord&Bæltで行われ、続いて2009年にオランダのドルフィナリウムで行われた。ヨーロッパでは数頭が飼育されており、最近までバンクーバー水族館でもホースシュー・ベイに2008年に座礁した雌と、2011年に座礁した雄が飼育されていた。2頭はそれぞれ2017年と2016年に死亡した。日本ではおたる水族館が唯一飼育展示を行っている。過去には鴨川シーワールドで2007年に定置網にかかって保護された雌が飼育されていた。
スナメリは日本のほか、中国やインドネシアでも一般的に飼育されてきた。1984年の時点で、日本で94頭、中国で11頭、インドネシアで少なくとも2頭が飼育されていた。1986年の時点で、日本の3つの施設でスナメリの繁殖が行われ、5頭の出産が記録されていた。3頭は生後すぐに死亡したが、2頭は数年間生き残った。この繁殖の成功は、デンマークとオランダでのネズミイルカの繁殖と相まって、飼育下でのスナメリの繁殖が可能であることを実証し、新たな保全の選択肢を切り開く可能性がある。2024年現在の日本では鳥羽水族館や宮島水族館など、6館で飼育が行われている。ヨウスコウスナメリを救う試みの一環として、武漢の水族館で数頭が飼育されている。飼育されて9年後、2005年に初めて繁殖が行われた。
イシイルカの飼育記録はアメリカと日本にあり、最近では1980年代に飼育されていた。イシイルカの最初の飼育記録は、1956年に南カリフォルニアのサンタカタリナ島沖で捕獲された個体である。イシイルカは飼育下では一貫して成長しなかった。しばしば水槽の壁に何度もぶつかり、餌を拒否し、皮膚が脱落した。水族館に導入されたイシイルカのほとんどは、通常数日以内に死亡した。60日以上生きたのは2頭の雄のみで、マリンランド・オブ・ザ・パシフィックで15か月、米国海軍の施設で21か月の飼育記録がある。
極めて希少なコガシラネズミイルカは混獲によって個体数が減少しており、彼らを救う最後の試みの一環として、一部を飼育下に移す計画が行われた。2017年には初めて2頭の雌が捕獲され、飼育された。2頭とも苦しんだためすぐに放されたが、その過程で1頭が死亡した。その後まもなく、この計画は中止された。
コハリイルカとメガネイルカはどちらも座礁した1頭が飼育されたが、救助後わずか数日しか生きられなかった。

### 脅威

#### 漁獲

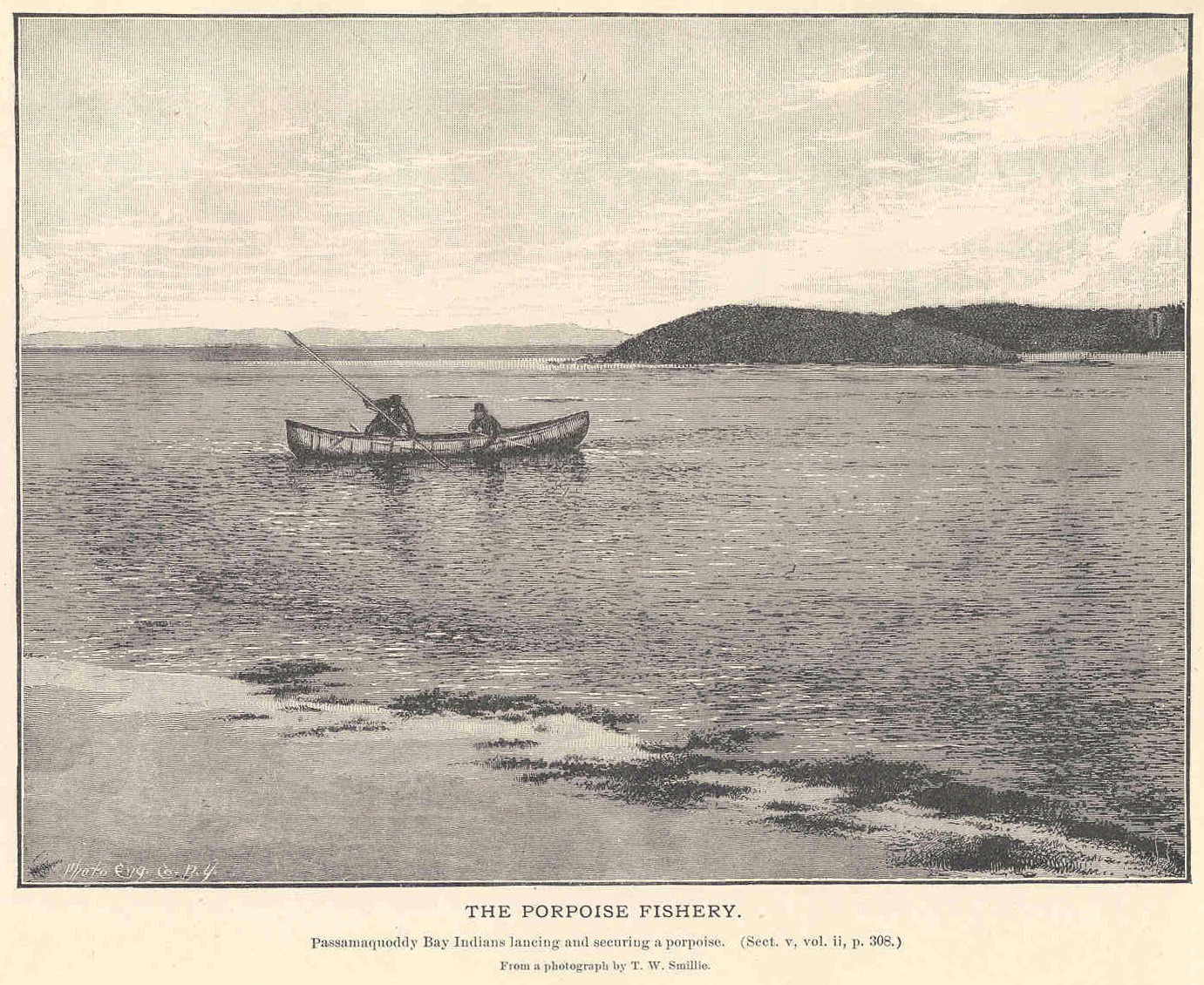
ファンディ湾での伝統的なネズミイルカ漁業

ネズミイルカ科やその他の小型鯨類は、肉や脂肪を目的として、伝統的に少なくともアジア、ヨーロッパ、北アメリカなど、多くの地域で漁獲されてきた。主な漁法は追い込み漁で、群れをボートで湾や浜辺に追い込む。逃亡を防ぐため、他のボートや網で外海への抜け道を塞ぐ。ネズミイルカを狙ったこのタイプの漁法は、デンマークの海峡で最もよく記録されており、19世紀末まで行われていたが、1899年に禁止された。第一次世界大戦と第二次世界大戦中の物資不足の際にも行われていた。北極圏のイヌイットはネズミイルカを射撃で狩り、イシイルカの追い込み漁は現在の日本でも行われている。日本では年間約17,000頭の漁獲枠が割り当てられており、2011年の以前には年間数千頭が漁獲されていた。この漁業については持続可能性が疑問視されていた。しかし2011年の東日本大震災以降漁獲量は激減し、2018年以降は年間漁獲量が1000頭を下回っている。

#### 混獲

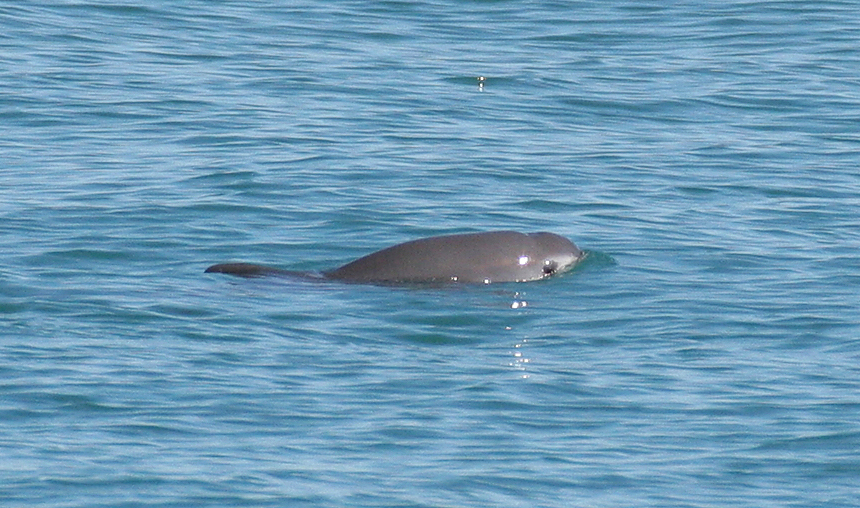
カリフォルニア湾のコガシラネズミイルカ

ネズミイルカ科は混獲の影響を強く受けており、特にコガシラネズミイルカは、刺し網によって大量に死亡している。世界で最も絶滅の危機に瀕している鯨類であり、生息域の大半で目が細かい刺し網に混獲され続けている。2000年の時点でサンタ・クララ湾の漁船により、推定で年間約39頭が偶発的に死亡しており、これは個体数の17%以上であった。ネズミイルカも刺し網によって溺死しているが、個体数が多いためそれほど脅威にはなっていない。混獲による死亡率は年間で約5%に過ぎない。
漁業では歴史的に混獲が起こっていたが、米国では1972年の海洋哺乳類保護法により、混獲を減らすための安全な漁具の使用が義務付けられている。

#### 環境への影響
人為的な環境の撹乱に非常に敏感であり、全体的な海洋環境の状態を示すキーストーン種である。北海とバルト海のネズミイルカの個体群は、沖合での建設、船舶、漁業、軍事演習などの人為的な圧力にさらされている。汚染の増加は海洋哺乳類にとって深刻な問題である。重金属やプラスチックは生分解性が無く、鯨類がこれらの有害物質を食物と間違えて摂取してしまうことがある。その結果、病気にかかりやすくなり、子孫も少なくなる。イギリス海峡のネズミイルカは重金属を蓄積していることが判明した。
軍隊や地質学者は強力なソナーを使用しており、海洋の音を増加させている。鯨類は反響定位を方向感覚やコミュニケーションに利用するため、余分な騒音に邪魔されるだけでなく、パニックになって水面に飛び出してしまう可能性がある。これにより血液内の窒素ガスが気泡となり、血管が詰まって死んでしまう減圧症を発症する可能性がある。減圧症はイシイルカなど、非常に深く潜る種で発生する可能性。
民間の船舶は水深を測定するためにソナーを発している。海軍と同様に、イルカを引き寄せる波を発する場合もあれば、追い払う波を発する場合もある。引き寄せる波の場合、イルカが船舶やスクリューにぶつかって負傷したり、死んでしまう可能性がある。

### 保全
ネズミイルカ、メガネイルカ、コハリイルカ、イシイルカは、移動性野生動物種の保全に関する条約の付属書IIに掲載されている。ネズミイルカはバルト海、北東大西洋、アイリッシュ海および北海の小型鯨類の保存に関する協定および黒海、地中海および接続大西洋海域の鯨類の保存に関する協定、西アフリカ及びマカロネシアのマナティー及び小型鯨類の保存に関する協定の対象となっている。保全状況は低危険種以上かデータ不足のいずれかである。
ヨウスコウスナメリは2014年の時点で揚子江本流に505頭が生息しており、鄂州市と鎮江市では個体密度が驚くほど高い。絶滅危惧種の多くは指定後に減少率が鈍化する中、日本のスナメリの個体数減少率はむしろ加速している。1994年から2008年にかけての個体数減少率は年間6.06%とされているが、2006年から2012年にかけて、個体数は半分以上減少した。1976年から2000年までのわずか22年間で、個体数は69.8%減少した。ヨウスコウスナメリの個体数減少の要因の大部分は、1990年以降の中国産業の大幅な成長によって引き起こされており、これが海運と汚染の増加、そして最終的には環境悪化を引き起こしている。川のダム建設や違法な漁業活動の影響を受けている。中華人民共和国農業農村部は、ヨウスコウスナメリを保護するために、中国国家一級重点保護野生動物に指定した。これは法律で最も厳しい分類であり、危害を加えることは違法となる。湖北省の自然保護区では保護措置により、25年間でヨウスコウスナメリの個体数が5頭から40頭に増加した。中国科学院の武漢水生生物研究所は、ヨウスコウスナメリの将来を確保するために世界自然保護基金と協力し、保護が行き届いた地域に5頭を放した。個体密度と死亡率が最も高い地域に5つの自然保護区が設立され、これらの地域での巡回や有害な漁具の使用を禁止する措置が講じられている。飼育下繁殖を行うため、生態の研究も行われてきた。1992年に武漢水生生物学研究所に設立された水族館では、ヨウスコウスナメリに影響を与える行動的・生物学的要因、特に繁殖ホルモンや繁殖行動の季節的変化などの繁殖生物学が研究されている。
コガシラネズミイルカはカリフォルニア湾原産であるため、メキシコはコガシラネズミイルカの回復に関する国際委員会(CIRVA)を設立して保護活動を主導しており、コガシラネズミイルカの生息地内での漁網の使用を禁止することで事故死を防ごうとしている。CIRVAはワシントン条約、絶滅の危機に瀕する種の保存に関する法律、米国海洋哺乳類保護法(MMPA)と連携し、コガシラネズミイルカの個体数を自立可能な水準まで回復させる取り組みを行っている。CIRVAは2000年に、刺し網によって毎年39-84頭が殺されていると結論付けた。絶滅を防ぐため、メキシコ政府はカリフォルニア湾の上流とコロラド川デルタを覆う自然保護区を設定した。また、コガシラネズミイルカに脅威となる可能性のある漁業を一時的に禁止し、被害を受けた人々に補償を行っている。